# Shun Nagasawa
Shun Nagasawa (født 25. august 1988) er en japansk fodboldspiller, som spiller for den japanske fodboldklub Vegalta Sendai.